# Mohamad Karím chán Zand
Mohamad Karím chán Zand (kolem 1705 – 2. března 1779) byl kurdský kmenový vůdce, generál pod Nádirem Šáhem a nakonec vládce Persie a zakladatel dynastie Zandů, který vládl v letech 1751 až 1779. Ovládal celý Írán (Persii) kromě Chorásánu. Vládl také nad částí Kavkazu a několik let okupoval Basru.
V době Karímovy vlády se Írán vzpamatoval ze zpustošení předchozích čtyřiceti let válek. Karím chán dokázal v zemi zpustošené válkou obnovit pocit klidu, bezpečí, míru a prosperity. Léta od roku 1765 až do chánovy smrti v roce 1779 znamenaly zenit vlády Zandů. Karím chán obnovil vztahy s Velkou Británií a umožnil Východoindické společnosti provozovat obchodní stanici v jižním Íránu. Své hlavní město přesunul do Šírázu a nechal tam postavit řadu nových budov.